# Twin Peaks: Fire Walk with Me
Twin Peaks: Fire Walk with Me (en Argentina El enigma de Twin Peaks, en España y México Twin Peaks: fuego camina conmigo) es una película estadounidense del género thriller psicológico y drama de 1992 coescrita y dirigida por David Lynch. La historia está ubicada en el mismo entorno que la serie de televisión Twin Peaks (1990-1991 y 2017) y explora los acontecimientos sucedidos exactamente antes del inicio de esta. Por ello es considerada como una precuela, además de servir como epílogo, a la historia de Laura Palmer.
La cinta recibió, salvo excepciones, muy malas críticas profesionales durante su estreno en el Festival de Cannes aunque obtuvo 4 galardones y 7 nominaciones en diferentes categorías en festivales cinematográficos. Su recepción entre el público tampoco fue favorable. Ello no impidió con el transcurso de los años y que, especialmente tras el estreno de la última temporada de la serie, se haya reevaluado de manera más positiva.

## Sinopsis
La historia comienza cuando el cuerpo de Teresa Banks es hallado en el río Wind y el caso es asignado a dos agentes del FBI. Durante la investigación el agente Desmond solo llega a concluir que el asesino volverá a matar. 
Laura Palmer es, por el día, una popular y modélica estudiante de instituto. Sin embargo por las noches se asfixia entre la drogadicción y el sexo en una carrera hacia la autodestrucción. En sus últimos siete días con vida se descubre que dicha dinámica viene provocada al ser asediada por sus pesadillas y por los continuos abusos que comete Bob, un ser demoníaco que habita los bosques de Twin Peaks desde tiempos inmemoriales, a quien «El hombre de otro lugar» vigila, mientras que Mike le exige su cuota de pena y dolor (conocida como «garmonbozia»).

## Reparto
- Sheryl Lee - Laura Palmer
- Ray Wise - Leland Palmer
- Chris Isaak - Agente Especial Chet Desmond
- Moira Kelly - Donna Hayward
- Dana Ashbrook - Bobby Briggs
- Phoebe Augustine - Ronette Pulaski
- David Bowie - Phillip Jeffries
- Mädchen Amick - Shelly Johnson
- Eric DaRe - Leo Johnson
- Miguel Ferrer - Albert Rosenfeld
- Pamela Gidley - Teresa Banks
- Heather Graham - Annie Blackburn
- Peggy Lipton - Norma Jennings
- David Lynch - Gordon Cole
- James Marshall - James Hurley
- Jürgen Prochnow - Leñador
- Harry Dean Stanton - Carl Rodd
- Kiefer Sutherland - Sam Stanley
- Lenny Von Dohlen - Harold Smith
- Grace Zabriskie - Sarah Palmer
- Kyle MacLachlan - Agente Especial Dale Cooper

## Producción
De esta película, de duración bastante larga, se eliminaron gran cantidad de escenas y hasta se eliminó completamente la participación de algunos de los personajes que aparecían en la serie. Desde hace varios años hay iniciativas en la red para recuperar el metraje eliminado.
El único personaje que es interpretado por una actriz diferente al de la serie es el de Donna, que en lugar de ser interpretada por Lara Flynn Boyle (quien había rehusado participar) fue reemplazada por Moira Kelly.

## Temas
El film profundiza el clima de misterio y desconcierto que se encontraba en la serie de una manera pormenorizada y amplía la mitología creada allí por David Lynch. Por ejemplo, la breve aparición del Agente Phillip Jeffries (David Bowie), así como la anciana y el niño con careta (quien en la vida real es hijo de David Lynch). También aparecen dos monos, uno de tipo tití y otro muy inquietante que aparece después de salir una boca comiendo «garmonbozia» (el dolor y la pena humanas transformadas simbólicamente en maíz horneado). Otra de las escenas inquietantes ocurre cuando el enano conocido como «El hombre de otro lugar» habla de la mesa de formica, momento en que se encuentra en una habitación de The Black Lodge (La Logia Negra) con varios seres desconocidos.
Fire Walk with Me refleja la dualidad contrastante entre dos pueblos: Twin Peaks por un lado, presentado como un lugar bonito, con su super hotel, su Doble R, sus tartas, sus bellas camareras, su Sheriff y demás personajes entrañables; y por otro lado Deer Meadows, con sus policías corruptos e inquietos, su cafetería con mozas desagradables o antipáticas y en lugar de un hotel impresionante, un sucio aparcamiento de caravanas.
En un momento dado de la serie (un flashback) Laura dice que Bobby mató a un hombre. En la película sale esa escena, pero no se ve claro quién es el muerto. Se trata de uno de los policías de Deer Meadows, que a su vez vivía en la misma caravana que Teresa Banks (aunque la escena en que se explica esto fue eliminada del corte final del film).